# (20625) Noto
(20625) Noto – planetoida z pasa głównego asteroid okrążająca Słońce w ciągu 5 lat i 18 dni w średniej odległości 2,94 j.a. Została odkryta 9 października 1999 roku w obserwatorium Yanagida przez Akirę Tsuchikawa. Nazwa planetoidy pochodzi od półwyspu Noto w Japonii. Przed jej nadaniem planetoida nosiła oznaczenie tymczasowe (20625) 1999 TG20.